# Yoshua Bertonoff
Yoshua Bertonoff, oppure Yehoshua Bertonov (in ebraico הושע ברטונוב‎?; Vilnius, 1879 – 1971), è stato un attore israeliano, uno dei fondatori del Teatro Habimah, il teatro nazionale di Israele.

## Biografia

Yoshua Bertonoff

Yoshua Bertonoff nacque nel 1879 in Lituania, allora inclusa nell'Impero russo, e recitò nel teatro a Vilnius dal 1902 al 1911.
Continuò a recitare e dirigere i palcoscenici in altre città; per un certo periodo diresse il teatro statale russo di Tbilisi in Georgia, dove guidò contemporaneamente un teatro amatoriale in lingua yiddish.
Assieme a Nahum Zemach, che conobbe nel 1912, fu il primo attore ad approfondire il tema della rinascita dell'ebraico biblico come lingua parlata e, indicando nel teatro uno dei più efficaci strumenti di diffusione della lingua, decise di recitare in ebraico, con una compagnia di dilettanti a Vienna, in occasione del Congresso Sionistico Mondiale del 1913.
Successivamente fu uno dei fondatori di un gruppo di teatro amatoriale ebraico che si esibì nel teatro Sholem Aleichem a Mosca.
Con Zemach, nel 1917, chiese per la Compagnia, denominata Habimah (La ribalta ebraica), la guida dell'attore, regista, insegnante, teorico del teatro Konstantin Sergeevič Stanislavskij, noto per essere l'ideatore dell'omonimo celebre metodo Stanislavskij.
Bertonoff oltre a recitare lavorò anche come regista della prima rappresentazione teatrale della Compagnia Habimah, o Teatro Habimah.
Sia Stanislavskij sia il suo collaboratore e successore Evgenij Bagrationovič Vachtangov aiutarono il Teatro Habimah ad essere accettato dalle autorità comuniste, e considerarono Bertonoff uno dei loro migliori allievi per la sensibilità d'interprete, per la fedeltà agli ideali che professava e per la modestia.
Bertonoff si trasferì in Palestina nel 1928, insieme al Teatro Habimah.
Nel 1959, al Teatro Habimah, e a Bertonoff, fu assegnato il Premio Israele, per il teatro.
Bertonoff si dimostrò nell'arco della sua carriera un ottimo caratterista, non esitò comunque ad interpretare il ruolo di generico negli spettacoli che non richiesero la sua partecipazioni in parti di primo piano.
Fra le sue numerosi interpretazioni si ricordano quelle dei Dybbuq di An-ski, di Tobia il lattivendolo di Alejkhem, de Il Tartuffo di Molière, de L'ammutinamento del Caine di Herman Wouk.
Bertonoff si rivelò un buon regista, fin dagli esordi, ne Il Tartuffo, nei Colpevoli innocenti di Aleksandr Nikolaevič Ostrovskij, nel Matrimonio di Nikolaj Vasil'evič Gogol', e in commedie del vecchio teatro yiddish, da lui stesso rinverdite.
La Sala Bertonoff al Teatro Habimah prende il nome da lui.
La figlia di Bertonoff è stata la ballerina e coreografa vincitrice del premio Israele, Deborah Bertonoff (1915-2010), e suo figlio è stato l'attore e presentatore, Solomon Bertonoff.